# Cerkiew św. Michała Archanioła w Bielicznej
Cerkiew św. Michała Archanioła w Bielicznej – dawna greckokatolicka cerkiew zbudowana w 1796 roku w Bielicznej. Świątynia obecnie znajduje się na obszarze wsi Izby i jest użytkowana przez kościół rzymskokatolicki.

## Historia

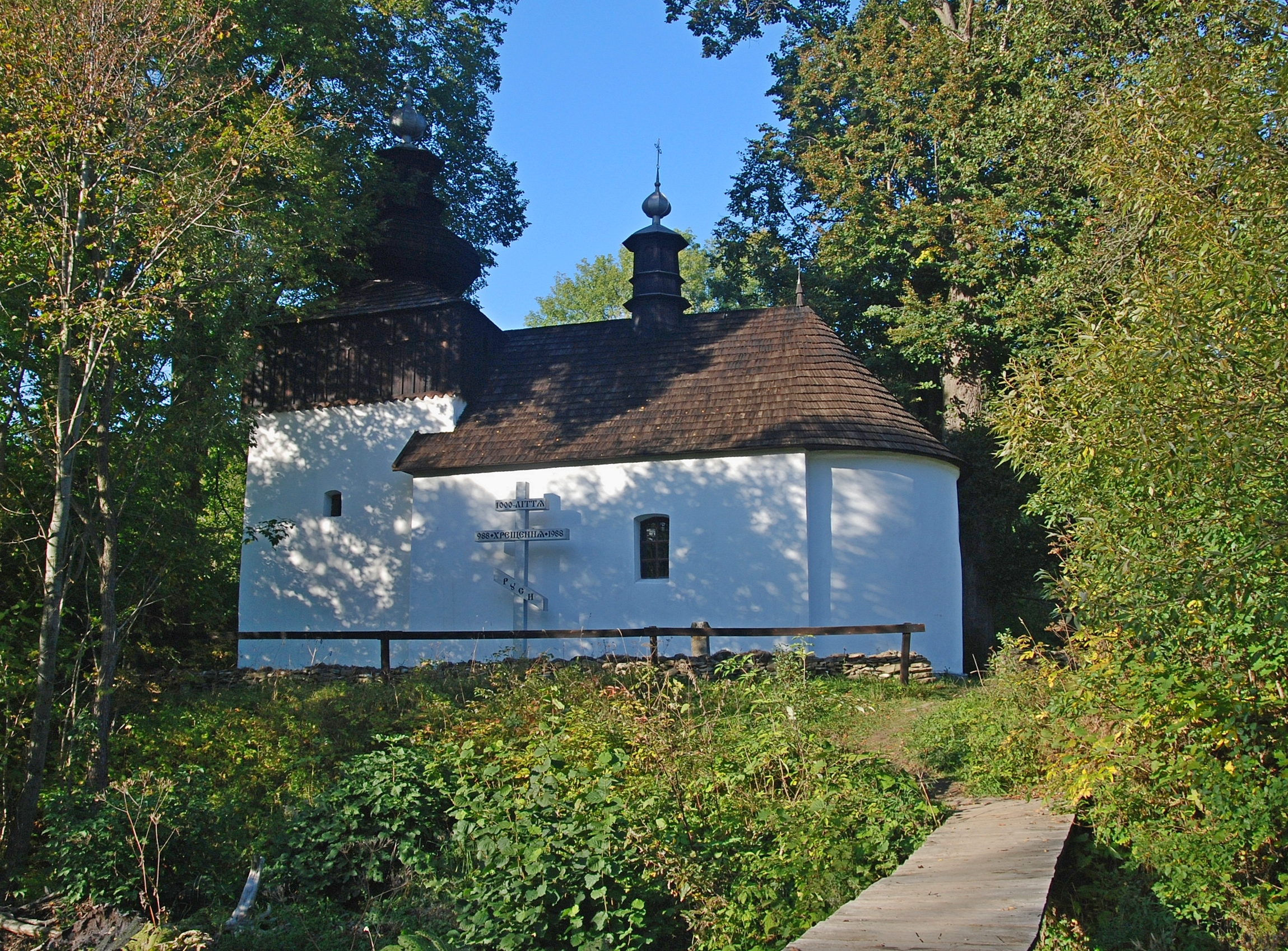
Elewacja południowa.

Cerkiew powstała najprawdopodobniej około 1796 roku. W tym czasie na całym terytorium Cesarstwa Austriackiego obowiązywały nowe zasady wznoszenia obiektów sakralnych. Miały one charakteryzować się prostotą w architekturze i ograniczać wszelkie dekoracje. Cerkiew w Bielicznej jest przykładem tego typu budowli. Świątynia jest jedną z nielicznych murowanych cerkwi w regionie, w jej architekturze uwidacznia się wpływ baroku. 
Liturgiczne wykorzystanie budynku zostało ograniczone, gdy większość mieszkańców Bielicznej przeszła w 1928 roku na prawosławie. Nowa parafia, należąca do Polskiego Autokefalicznego Kościoła Prawosławnego, musiała wznieść nową kaplicę. 
Po przymusowym wysiedleniu wszystkich mieszkańców wsi, w ramach akcji „Wisła”, cerkiew nie była użytkowana. Została przekazana parafii rzymskokatolickiej, jednak od tego czasu była wykorzystywana jedynie okazjonalnie i niszczała. W latach 1984–1985 z inicjatywy ks. Mieczysława Czekaja – proboszcza parafii w Banicy, świątynia została wyremontowana.

## Architektura

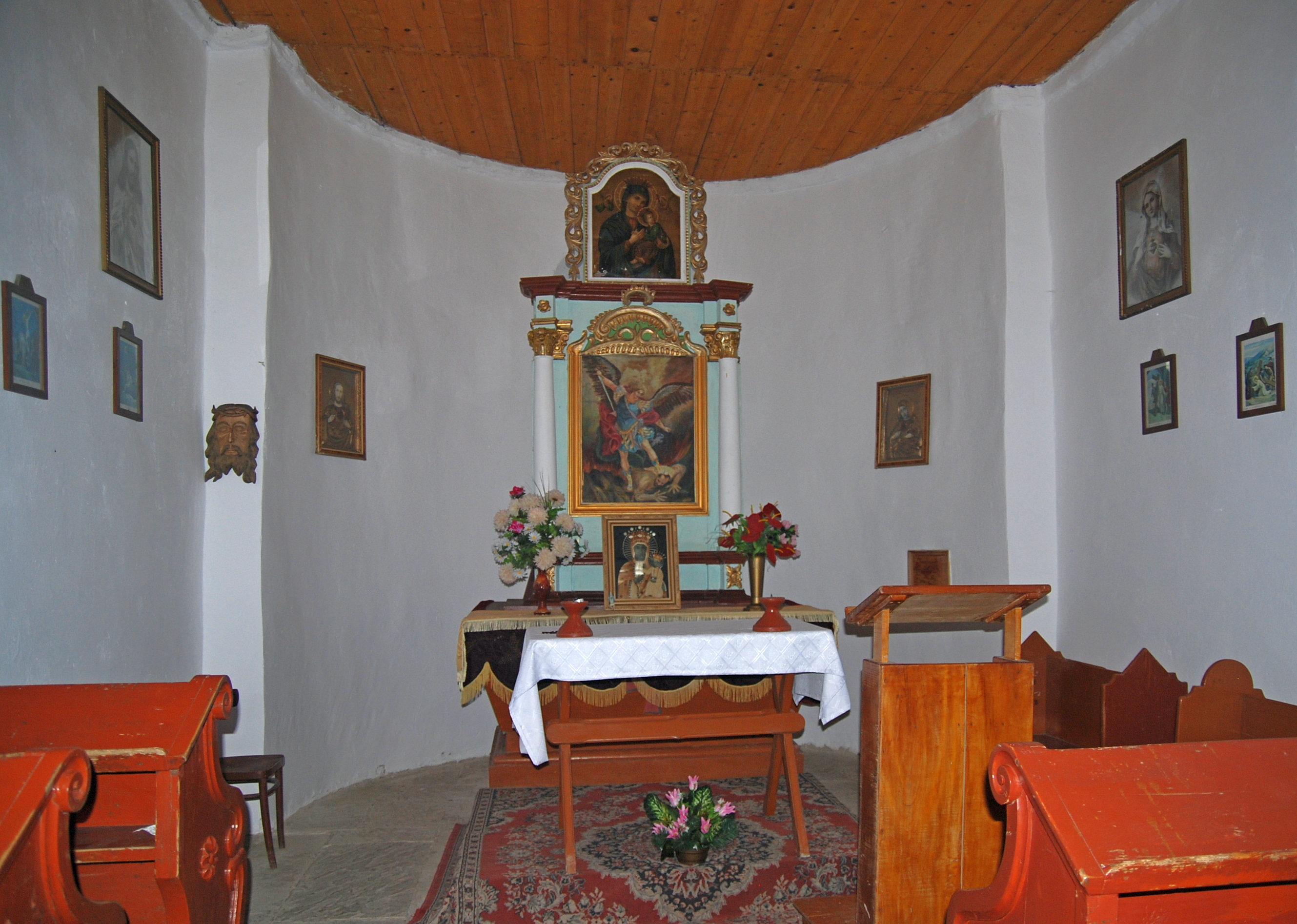
Wnętrze świątyni, w głębi prezbiterium z ołtarzem

Mury świątyni wzniesione są z ciosów kamiennych. Jest to budowla jednonawowa z wyodrębnionym prezbiterium w formie absydy, w której umieszczono jedno okrągłe okno. Nad kruchtą wznosi się otynkowana kamienna wieża, zbudowana na planie kwadratu, z nadwieszoną drewnianą izbicą nakrytą czterospadowym dachem, którego wykończeniem jest kopulasty hełm z pozorną latarnią, ozdobioną płycinami imitującymi otwory. Nieco szerszą od wieży prostokątną nawę (z dwoma oknami) kryje dwuspadowy dach z ośmioboczną sygnaturką na kalenicy, którą wieńczy obita blachą kopułka. Cały dach pokryto drewnianym gontem. 
Wnętrze świątyni otynkowano, nawę i absydę prezbiterialną przykrywa płaski strop wykonany z desek. Ikonostas cerkwi nie zachował się. Po remoncie w prezbiterium umieszczono niewielki rokokowy ołtarz, między jego kolumnami znajduje się ikona Archanioła Michała – patrona świątyni, a powyżej obraz Matki Bożej z Dzieciątkiem. W pobliżu świątyni znajduje się dawny cmentarz łemkowski. 